# Покровский собор (Ровно)
Свято-Покровский собор в Ровно — православная церковь, главный храм Ровенской епархии ПЦУ.

## История
Первый камень в основание будущего собора был заложен патриархом УАПЦ Мстиславом в 1990 году. В конце 90-х начаты работы по созданию нижнего храма, освящённого в память о святых земли Волынской. Завершение строительства и освящение собора Патриархом Киевским Филаретом состоялось в 2001 году.
26 марта 2014 года в здании собора состоялось отпевание деятеля украинской революции, активиста «Правого сектора» Александра Музычко.

## Описание
Покровский собор — один из самых высоких храмов Украины, его длина 51 м, ширина 42 м, высота — 55 м. Здание имеет большой купол, символизирующий Иисуса Христа, и 12 меньших, символизирующие апостолов, а также 8 малых куполов.
Собор имеет нижний и верхний храмы, которые могут вместить более 3 тысяч прихожан каждый. В здании действуют подъемники для инвалидов и пожилых людей, есть помещение для детской воскресной школы, медпункта, библиотеки, репетиций хора, музея и так далее.
Стилистика здания имеет много украинских элементов. Это, в частности, подчеркивают золотой тризуб с крестом (владимирский тризуб), украшающий фронтон здания. Витражные кресты окон над входами с западной, северной и южной сторон выполнены в виде орнаментов, заимствованных из народных волынских вышитых и домотканых полотенец.
Во дворе собора похоронены украинские церковные и общественные деятели: митрополит Ровенский и Острожский Даниил (+2005 г.) и староста собора, член Высшего Церковного Совета УПЦ КП, политический деятель Василий Червоний (+2009 г.).

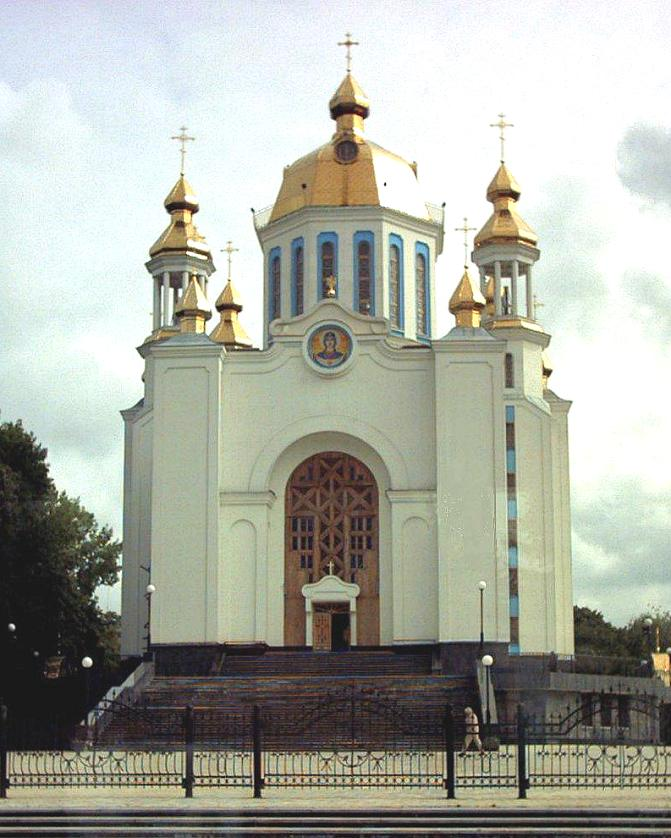
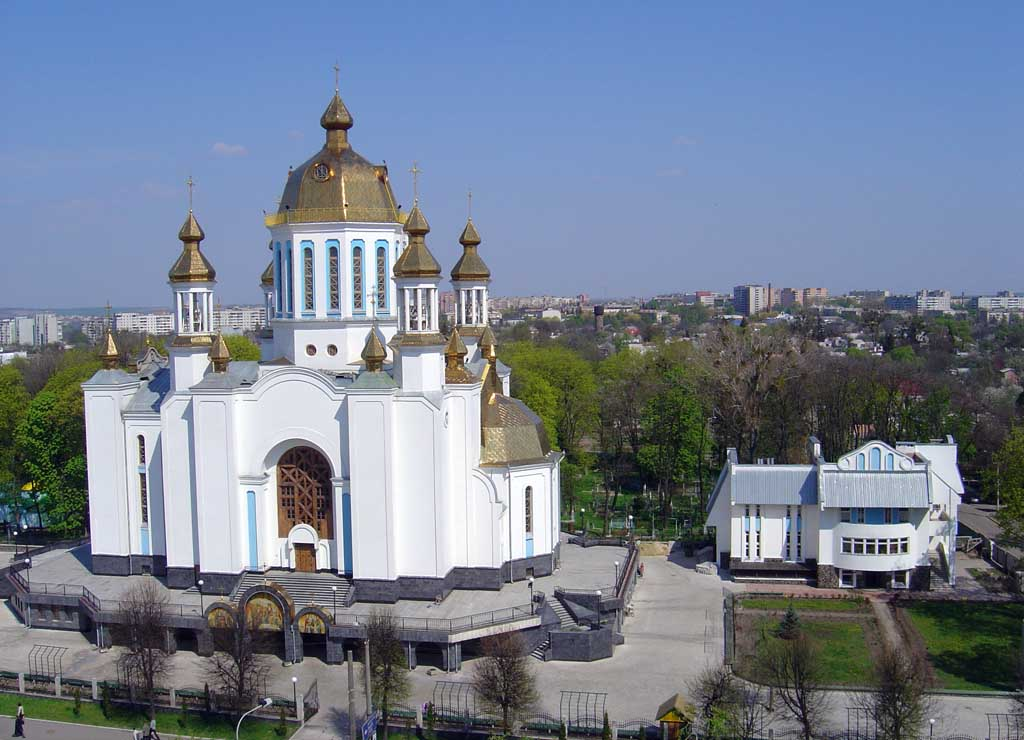
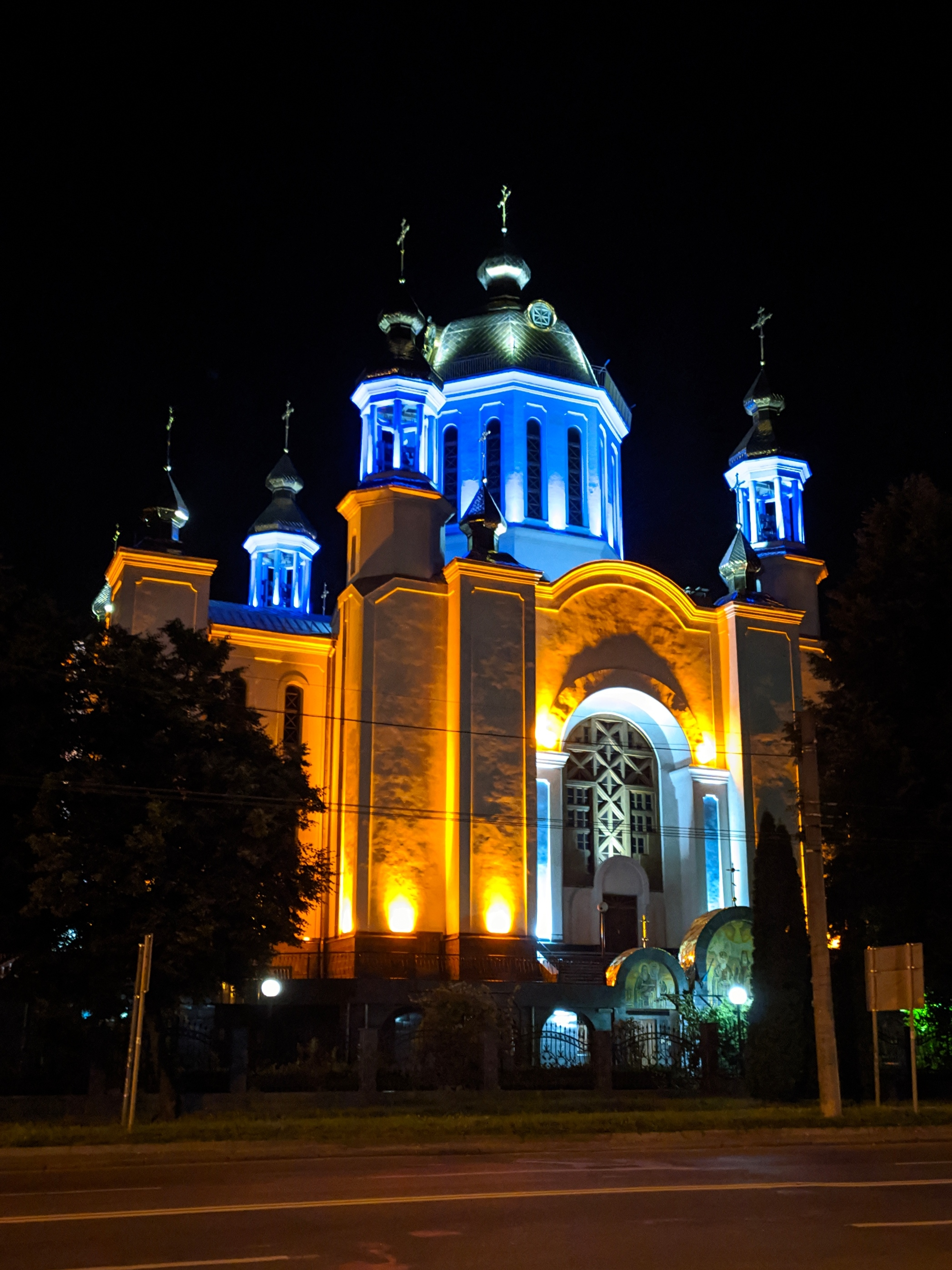